# Об’єднана команда на Паралімпіаді
Об’єднана команда — це назва, яка використовувалася для спортивних команд 11 колишніх республік Радянського Союзу (за винятком Естонії, Грузії, Латвії та Литви) на зимових Паралімпійських іграх 1992 року в Альбервілі та літніх Паралімпійських іграх 1992 року в Барселона. Код країни МОК був EUN, після французької назви Équipe Unifiée.
Паралімпійський прапор використовувався замість національного прапора на церемонії відкриття та на церемоніях нагородження медалями, а для золотих медалістів звучав Паралімпійський гімн.

## Подробиці
Детальніше про участь Єдиної команди див.
- Об’єднана команда на зимових Паралімпійських іграх 1992 року
- Об’єднана команда на літніх Паралімпійських іграх 1992 року

## Країни-учасниці
| Країна (колишня радянська республіка) | код МОК (1994 –) |
| ------------------------------------- | ---------------- |
| Вірменія                              | ARM              |
| Азербайджан                           | AZE              |
| Білорусь                              | BLR              |
| Казахстан                             | KAZ              |
| Киргизстан                            | KGZ              |
| Молдова                               | MDA              |
| Російська Федерація                   | RUS              |
| Таджикистан                           | TJK              |
| Туркменістан                          | ТКМ              |
| Україна                               | UKR              |
| Узбекистан                            | UZB              |

## Вистава
- Об'єднана команда посіла третє місце після Сполучених Штатів і Німеччини в загальному медальному заліку в Альбервілі з 10 золотими, 8 срібними та 3 бронзовими нагородами; Всього 21 медаль[1]
- Команда фінішувала восьмою в Барселоні з 16 золотими, 14 срібними та 15 бронзовими медалями; Всього 45 медалей

(Однак зауважте, що Міжнародний паралімпійський комітет (МПК) офіційно не визнає національних медалей).

## Спортсмени
Спортсмени, що змагаються за Об’єднану команду на літніх та зимових Паралімпійських іграх 1992 року.